# Giovanni Prouse
Giovanni Prouse (Milano, 24 novembre 1932 – Milano, 3 novembre 2008) è stato un matematico italiano, noto soprattutto per i suoi studi sulle equazioni differenziali alle derivate parziali.

## Biografia
Dopo aver ottenuto la maturità classica presso il Liceo Cesare Beccaria si è laureato presso il Politecnico di Milano. È stato professore ordinario di Metodi Matematici per l'Ingegneria al Politecnico di Milano. Figlio del tennista neozelandese George Stanley Prouse, creatore della Maxima, e di Rosetta Gagliardi, campionessa italiana di tennis negli anni '20, Giovanni Prouse da giovane è stato un tennista dilettante di fama internazionale. Il prof. Prouse è stato membro dell'Istituto Lombardo.